# (3771) Alexejtolstoj
(3771) Alexejtolstoj ist ein Asteroid des Hauptgürtels, der am 20. September 1974 von der ukrainisch-sowjetischen Astronomin Ljudmyla Schurawlowa am Krim-Observatorium in Nautschnyj (IAU-Code 095) entdeckt wurde. Sichtungen des Asteroiden hatte es vorher schon im August 1954 unter der vorläufigen Bezeichnung 1954 QF an der Landessternwarte Heidelberg-Königstuhl auf dem Königstuhl bei Heidelberg gegeben.
Der Asteroid gehört zur Matterania-Familie, einer Gruppe von Asteroiden, die nach (883) Matterania benannt ist.
Der Asteroid wurde am 18. November 1994 nach dem russischen Schriftsteller Alexei Nikolajewitsch Tolstoi (1883–1945) benannt.